# Leave Me Alone
"Leave Me Alone" é uma canção do cantor norte-americano Michael Jackson, gravada para o seu sétimo álbum de estúdio Bad. Ele apenas apareceu nas versões em CD do álbum e foi lançado como single nos Estados Unidos, em fevereiro de 1989. O videoclipe da música está inserido no filme Moonwalker, estrelado por Jackson. O single tornou-se número 1 no Reino Unido, sendo a melhor vendagem de 1989 naquele país. Apesar de ter sido um sucesso de público e crítica, a música nunca fez parte de nenhuma turnê de Michael. No Brasil ele ficou em segundo lugar nas paradas.

## Videoclipe
O videoclipe de "Leave Me Alone" foi dirigido por Jim Blashfield e ganhou um Grammy de Melhor Videoclipe no Grammy Awards de 1990. O vídeo também foi destaque no longa Moonwalker. Em essência, o vídeo retrata a carreira bem sucedida de Michael fazendo sempre uma referência a um parque de diversões. No vídeo, Michael faz alusão a diversos boatos inventados pelos tabloides sobre ele, como por exemplo, a notícia de que ele teria comprado os ossos do Homem Elefante, ou que ele dormiria em uma câmara hiperbárica para retardar o envelhecimento. Faz duras criticas a forma como a sua vida é exposta pelos tabloides, de maneira distorcida e exige que os mesmos o deixem em paz. No final, Michael se levanta e destrói o parque construído em torno de si.

## Lista de faixas

### Lançamento original
7" single
1. "Leave Me Alone" – 4:40
2. "Human Nature" – 4:05

12" single
1. "Leave Me Alone" – 4:40
2. "Don't Stop 'Til You Get Enough" – 6:04
3. "Human Nature" – 4:05

### Visionarysingle
CD side
1. "Leave Me Alone" (Album version) - 4:40
2. "Another Part of Me" (Extended Dance Mix) - 6:18

DVD side
1. "Leave Me Alone" (Music video) - 4:36

## Desempenho nas paradas musicais
| Parada musical (1989)                | Posição |
| ------------------------------------ | ------- |
| Austrália - Australian Singles Chart | 37      |
| Áustria - Austrian Singles Chart     | 15      |
| Países Baixos - Dutch Top 40         | 5       |
| França - French Singles Chart        | 17      |
| Alemanha - German Singles Chart      | 15      |
| Irlanda - Irish Singles Chart        | 1       |
| Itália - Italian Singles Chart       | 8       |
| Noruega - Norwegian Singles Chart    | 6       |
| Espanha - Spanish Singles Chart      | 1       |
| Suécia - Swedish Singles Chart       | 19      |
| Suíça - Swiss Singles Chart          | 10      |
| Reino Unido - UK Singles Chart       | 2       |
| Parada musical (2006)                | Posição |
| Reino Unido - UK Singles Chart       | 15      |
| Parada musical (2009)                | Posição |
| Reino Unido - UK Singles Chart       | 66      |